# Westport (Nueva Zelanda)
Westport es una ciudad en la región de West Coast en la Isla Sur de Nueva Zelanda. Se encuentra ubicada en la ribera norte y en la desembocadura del río Buller, cerca de la punta prominente del cabo Foulwind. La carretera estatal 6 conecta a Westport con Greymouth situada 100 kilómetros hacia el sur y con Nelson 200 km al noreste.
La población de la zona urbana de Westport fue de 3.900 habitantes en el censo de 2006 un aumento de 117 desde 2001. Incluyendo los alrededores de Orowaiti la población de 2006 fue de 4.512. El consejo de distrito de Buller da una población de alrededor de 5.000 habitantes.